# Bărbătești (okręg Jassy)
Bărbătești – wieś w Rumunii, w okręgu Jassy, w gminie Cucuteni. W 2011 roku liczyła 190 mieszkańców.